# Плавання на Чемпіонаті світу з водних видів спорту 2022 — 800 метрів вільним стилем (жінки)
Змагання з плавання на дистанції 800 метрів вільним стилем серед жінок на Чемпіонат світу з водних видів спорту 2022 відбулися 23 і 24 червня 2022 року.

## Рекорди
Перед початком змагань світовий рекорд і рекорд чемпіонатів світу були такими:
| Світовий рекорд          | Кейті Ледекі (USA) | 8:04.79 | Ріо-де-Жанейро (Бразилія) | 12 серпня 2016 |
| Рекорд чемпіонатів світу | Кейті Ледекі (USA) | 8:07.39 | Казань (Росія)            | 8 серпня 2015  |

## Результати

### Попередні запливи
Попередні запливи розпочалися 23 червня о 10:31 за місцевим часом.
| Місце | Заплив | Доріжка | Ім'я                         | Країна            | Час           | Примітки      |
| ----- | ------ | ------- | ---------------------------- | ----------------- | ------------- | ------------- |
| 1     | 3      | 4       | Кейті Ледекі                 | США               | 8:17.51       | Q             |
| 2     | 3      | 3       | Лані Паллістер               | Австралія         | 8:24.66       | Q             |
| 3     | 2      | 5       | Леа Сміт                     | США               | 8:25.19       | Q             |
| 4     | 3      | 5       | Лі Бінцзє                    | Китай             | 8:27.19       | Q             |
| 5     | 3      | 6       | Ізабель Марі Ґозе            | Німеччина         | 8:27.69       | Q             |
| 6     | 3      | 7       | Їв Томас                     | Нова Зеландія     | 8:27.82       | Q             |
| 7     | 2      | 4       | Сімона Квадарелла            | Італія            | 8:27.96       | Q             |
| 8     | 2      | 3       | Кіа Мелвертон                | Австралія         | 8:30.68       | Q             |
| 9     | 2      | 7       | Вівіане Жунгблут             | Бразилія          | 8:32.26       |               |
| 10    | 2      | 2       | Мію Намба                    | Японія            | 8:32.91       |               |
| 11    | 3      | 1       | Крістел Кобріх               | Чилі              | 8:37.02       |               |
| 12    | 3      | 2       | Айна Кешей                   | Угорщина          | 8:38.64       |               |
| 13    | 3      | 8       | Габріелле Ронкатто           | Бразилія          | 8:38.65       |               |
| 14    | 2      | 6       | Тан Мухань                   | Китай             | 8:39.46       |               |
| 15    | 2      | 0       | Діана Дурайнш                | Португалія        | 8:41.37       |               |
| 16    | 2      | 8       | Анхела Мартінес              | Іспанія           | 8:45.12       |               |
| 17    | 3      | 0       | Катріна Белліо               | Канада            | 8:45.67       |               |
| 18    | 3      | 9       | Han Da-kyung                 | Південна Корея    | 8:49.18       |               |
| 19    | 1      | 4       | Arianna Valloni              | Сан-Марино        | 8:59.95       |               |
| 20    | 1      | 5       | Võ Thị Mỹ Thiện              | В'єтнам           | 9:12.87       |               |
| 21    | 1      | 3       | Вар Ерлінгсдоттір Ейдесгаард | Фарерські Острови | 9:16.94       |               |
| 22    | 1      | 2       | Таліта Те Флан               | Кот-д'Івуар       | Не стартували | Не стартували |
| 22    | 1      | 6       | Аріанна Лонт                 | Сен-Мартен        | Не стартували | Не стартували |
| 22    | 2      | 1       | Паула Отеро                  | Іспанія           | Не стартували | Не стартували |
| 22    | 2      | 9       | Gan Ching Hwee               | Сінгапур          | Не стартували | Не стартували |

### Фінал
Фінал відбувся 24 червня о 19:26 за місцевим часом.
| Місце | Доріжка | Ім'я              | Країна        | Час     | Примітки |
| ----- | ------- | ----------------- | ------------- | ------- | -------- |
| 1     | 4       | Кейті Ледекі      | США           | 8:08.04 |          |
| 2     | 1       | Кіа Мелвертон     | Австралія     | 8:18.77 |          |
| 3     | 7       | Сімона Квадарелла | Італія        | 8:19.00 |          |
| 4     | 5       | Леа Сміт          | США           | 8:20.04 |          |
| 5     | 3       | Лі Бінцзє         | Китай         | 8:23.15 |          |
| 6     | 6       | Ізабель Марі Ґозе | Німеччина     | 8:23.78 |          |
| 7     | 2       | Їв Томас          | Нова Зеландія | 8:30.37 |          |
| 8     | 8       | Вівіане Жунгблут  | Бразилія      | 8:37.04 |          |